# Stulpkerk
De Stulpkerk is een kerkgebouw van de PKN in de Utrechtse plaats Lage Vuursche. De kerk is gelegen in het dorp op kleine afstand van kasteel Drakensteyn. Het gebouw is opgenomen in het register van rijksmonumenten.

## Geschiedenis
Op 5 juli 1657 werd voor de eerste keer een dienst gehouden in de schuur van boerderij de Stulp achter het kasteel Drakenstein. Kasteel Drakestein werd gebouwd in 1640 en Gerard van Rede was de eerste heer van Drakenstein. Nadat deze in 1657 grond had geschonken voor het bouwen van een kerk moest er geld voor de bouw bijeengebracht worden. Adellijke families uit de omgeving schonken geld, maar er kwam ook subsidie uit Amsterdam en Alkmaar. Vermoedelijk is bij de bouw gebruikgemaakt van kloostermoppen uit het afgebroken klooster buiten de Wittevrouwenpoort uit Utrecht. Op het dak bevindt zich een dakruiter. Al in 1659 werd de Stulpkerk in gebruik genomen. De dochter van Van Rede, Henriëtte, schonk een gebrandschilderd raam en een zilveren avondmaalbeker. Het raam is vermoedelijk bij een restauratie in 1843 verwijderd en verkocht. De zilveren beker wordt nog steeds gebruikt bij Avondmaalvieringen. De latere bewoners, familie Bosch van Drakenstein was katholiek, waarna de binding van de kerk met de kasteelheer verdween. De koperen kaarsenkroon en de luchters aan de muren behoren eveneens tot de kunstschatten van de kerk. 
Het gebouw is sinds de bouw drie keer gerenoveerd. In 1843 werden onder meer de ramen veranderd en in 1938 werd het koor van de kerk bij het schip getrokken en werd het één-klaviersorgel verplaatst naar de galerij. Bij een restauratie in 1988 werd onder andere het interieur gedeeltelijk veranderd, het dak voorzien van nieuwe leien en het uurwerk in de toren hersteld. Toen zijn ook de twee herenbanken voor de bewoners van Huis Pijnenburg verwijderd.

## Kenmerken
De protestantse kerk is gebouwd in de vorm van een kruis met korte dwarsarmen en een driezijdige sluiting in traditionele gotische vormen. De kruisvorm van het gebouw is vrij zeldzaam voor een protestantse kerk. De wanden zijn aan de buitenzijde geleed door pilasters. Op de kerk bevindt zich een dakruiter. In de dakruiter bevindt zich een klokkenstoel met klok van Petit & Fritsen uit 1938. De klok heeft een diameter van 48,8 cm. Binnen bevindt zich een houten tongewelf. 

## Koninginnebank
In de kerk bevindt zich de zogenaamde Koninginnebank, een bank die in gebruik was bij de Nederlandse koninklijke familie totdat koningin Beatrix in 1981 naar Den Haag verhuisde. De achterste bank was voor de koningin, de voorste voor het hofpersoneel. In 1988 zijn preekstoel en koninginnebank verplaatst. De bijbel uit de koninklijke bank ligt sindsdien op de lessenaar in de kerk. Ook de koninginnen Emma en Wilhelmina hadden hier een eigen zitgelegenheid, hoewel de huidige bank uit 1938 stamt. De bank is voorzien van een eigen toegang naar buiten zodat een koninklijk gezelschap niet de hele kerk door hoefde om hem te bereiken.

## Orgel

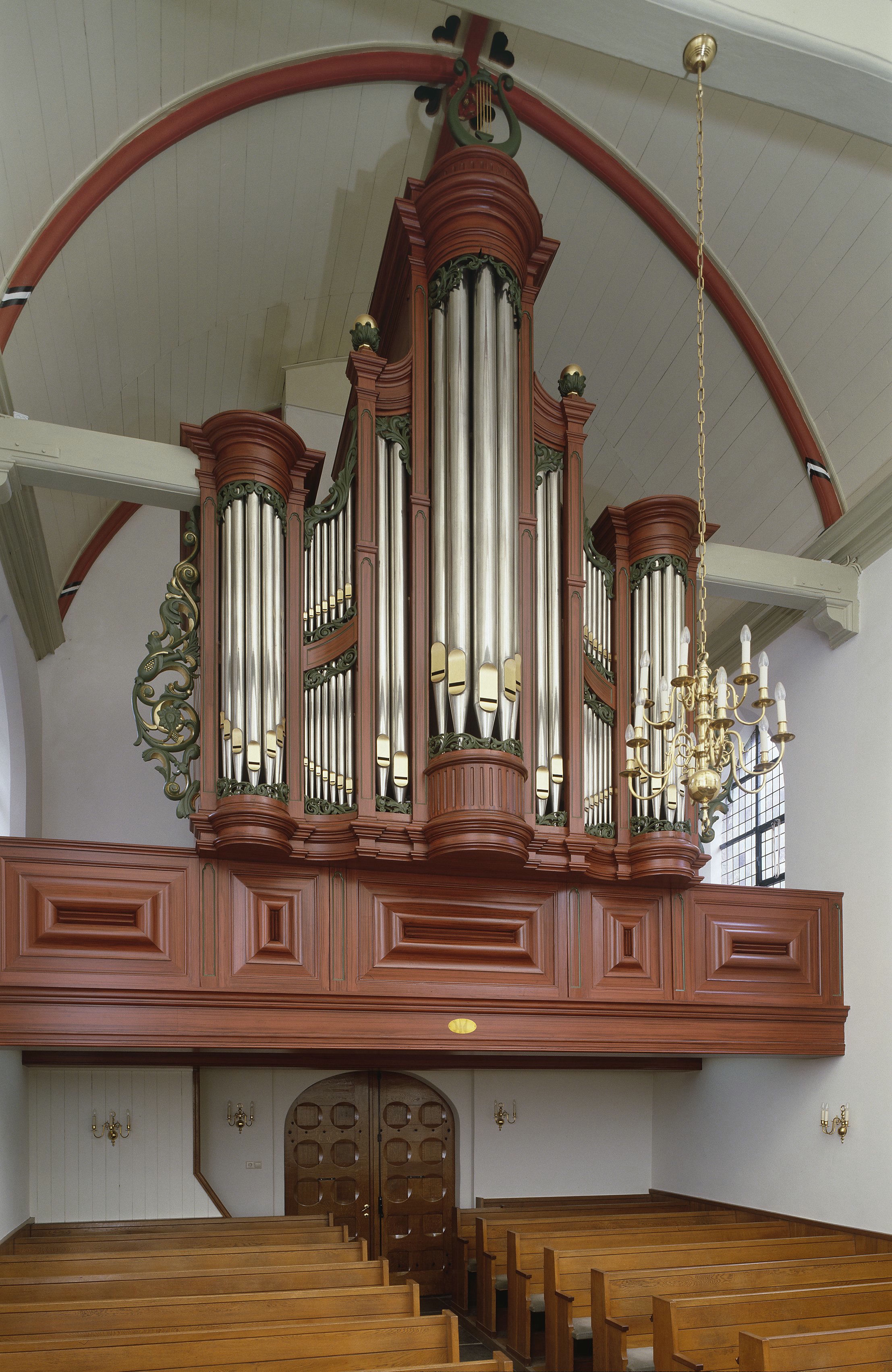
Het orgel

De kerk bezit een eenklaviers orgel, dat in 1881 werd vervaardigd door de gebroeders C.A. en A. van Oeckelen te Glimmen. Het werd in 1881 geschonken door H.A. Insinger, bewoner van het nabije Huis Pijnenburg. In 1906 werd het schoongemaakt en gerestaureerd. In 1938 werd het orgel verplaatst naar de galerij. Bij restauratie in 2003 werd het plafond vooruit geplaatst om meer ruimte te geven aan het orgel. De restauratie vond plaats door Elbertse Orgelmakers uit Soest. Hieronder volgt de dispositie:
| Manuaal C-f’’’ |         |
| Bourdon        | 16’ B/D |
| Prestant       | 8’      |
| Holpijp        | 8’      |
| Viola da gamba | 8’      |
| Octaaf         | 4’      |
| Fluit          | 4’      |
| Quintfluit     | 3’      |
| Woudfluit      | 2’      |
| Trompet        | 8’ B/D  |

| Pedaal C-d  |
| Aangehangen |

## Begraafplaats
De oudste graven dienen als tegels in de hervormde kerk, enkele zijn zijn genummerd. Toch liggen ze niet op de oorspronkelijke plaats. Onder de vloer is de grafkelder van de familie Van Rede.
Bij de kerk is een begraafplaats. Een bijzonder grafmonument is van toonkunstenaar Jacob Vincent, de vader van zangeres Jo Vincent. Op het graf is een gegraveerde luidbel te zien. Vincent schonk op Eerste Pinksterdag 1938 een nieuwe luidklok aan de gemeente als aanddenken aan zijn vrouw Geertruida. 
Om te voorkomen dat het kerkhof vol raakte, heeft prinses Beatrix, eigenaresse van het naastgelegen kasteel Drakensteyn en het bijbehorende grondgebied, aan de hervormde gemeente ter uitbreiding circa 400 m² grond geschonken. Als tegenprestatie repareerde ouderling Henk Kuus in het voorjaar van 2013 het hek rond de kerk. De tweede zoon van Beatrix, prins Friso van Oranje-Nassau van Amsberg, werd er op 16 augustus 2013 begraven.

## Afbeeldingen

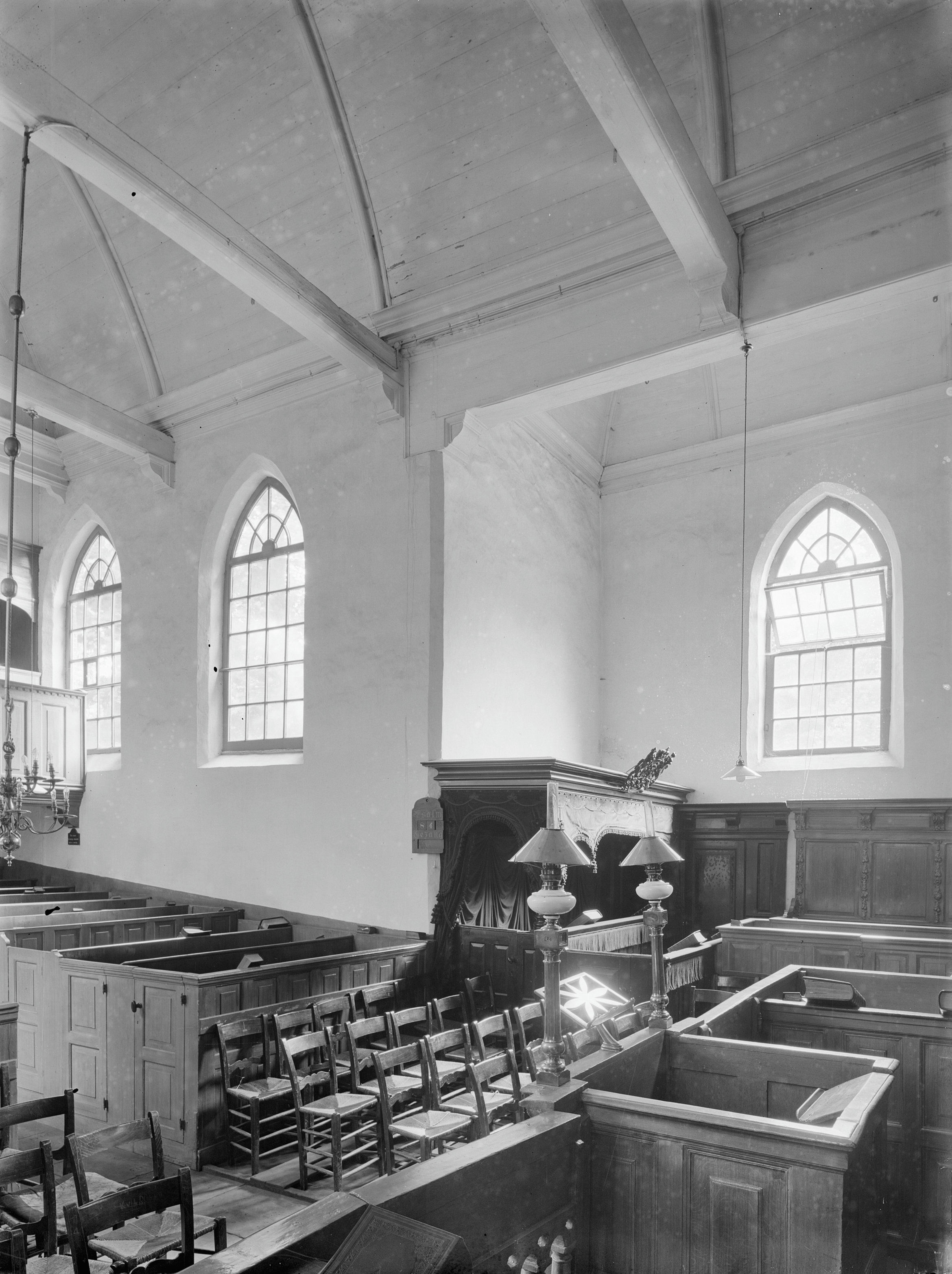
Interieur met Koninginnebank (1927)
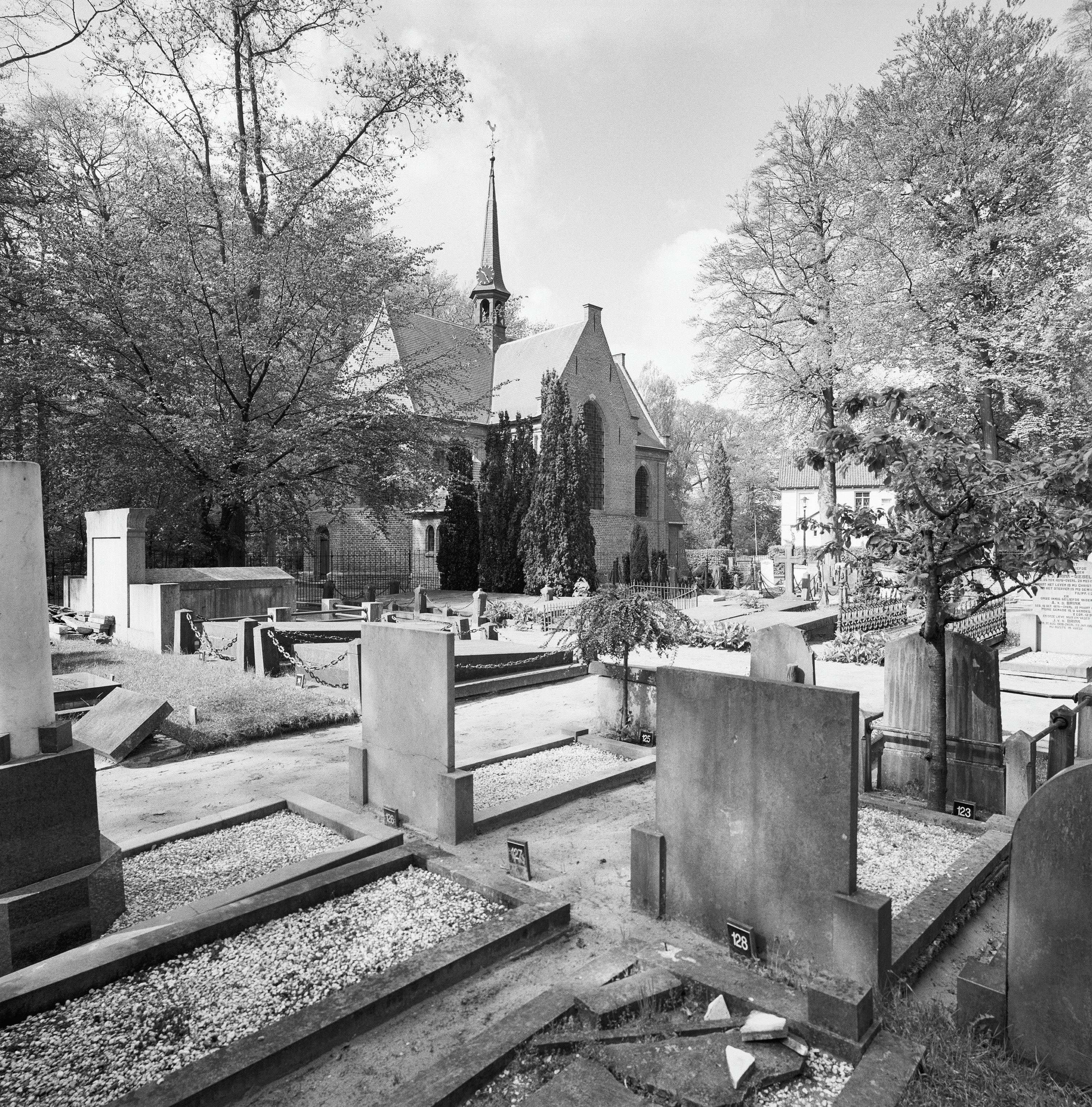
Kerkhof (1996)